# In-Motion
In-Motion war ein kurzlebiges Eurodance-/Trance-Duo, das 1996 eine Single über das Trance-Label Lost Paradise veröffentlichte. 2001, nachdem Sängerin Linda Traber an der zweiten Staffel von Big Brother teilgenommen hatte, erreichte eine Neuauflage der Single Platz 80 der deutschen Charts.

## Bandgeschichte
Das Duo bestand aus Linda Traber, die für den Gesang zuständig war, und A. Wood, der auf dem Song rappte. Das Duo veröffentlichte am 6. Mai 1996 die Single Hold Me, die von Mike Griesheimer und Thomas Detert produziert wurde. Neben Hold Me war auch noch der Song Two of Hearts auf der einzigen Single des Duos.
Ende 2000 nahm Linda Traber an der zweiten Staffel der Fernsehsendung Big Brother teil. Nach den 35 Tagen in der populären Fernsehshow wurde die Single neu aufgelegt, um von dem kurzfristigen Hype um Traber zu profitieren. Die Single erschien unter dem Namen In-Motion feat. Linda und zeigt auf dem Cover ein aktuelles Foto der Big-Brother-Teilnehmerin. Im Vergleich zur Erstveröffentlichung befinden sich vier andere Remixe auf der Single und der Bonustrack wurde weggelassen. Die Single erreichte Platz 80 der deutschen Charts.

## Diskografie
- 1996: Hold Me (Single, Lost Paradise)
- 2001: Hold Me (Single als In-Motion feat. Linda, Soundtraxx Music Production)